# Acrassicauda
Acrassicauda – iracki zespół grający heavy/thrash metal. Założony w 2000 roku w Bagdadzie. Nazwa zespołu nawiązuje do łacińskiej nazwy gatunku skorpionów Androctonus crassicauda. Według informacji zgromadzonych w encyklopedii Metal Archives jest to jeden z zespołów metalowych założonych w Iraku (inne to m.in. Semi-Death, która wyemigrowała do Jordanii, Dog Faced Corpse, Brutal Impact i Amargi). Tematem utworów zespołu są Bóg, islam i cierpienie. W 2005 roku grupa wyemigrowała do Syrii, a następnie do Stambułu w Turcji w roku 2006.
W 2007 roku podczas Toronto International Film Festival miał premierę film dokumentalny pt. Heavy Metal in Baghdad ukazujący historię zespołu.

## Muzycy

### Obecny skład zespołu
- Tony Aziz – gitara
- Faisal Talal – gitara, śpiew
- Firas Al-Taleef – gitara basowa
- Marwan Riyak – perkusja, wokal

### Byli członkowie zespołu
- Waleed Moudhafar – śpiew

## Dyskografia
- The Black Scorpion (Demo, 2004)
- The Damascus Demos (Demo, 2006)
- Garden of Stones (Singiel, 2009)
- Only the Dead See the End of the War (EP, 2010)

## Wideografia
- Heavy Metal in Baghdad (film dokumentalny o zespole, 2007)